# Natura naturans
Natura naturans è un'espressione latina, traducibile con natura naturante, che trova la sua prima concezione nella scolastica e successivamente nel filosofo Giordano Bruno nell'opera  De la causa, principio et uno del 1584. 
Ritroviamo questa concezione nel pensiero del filosofo olandese Baruch Spinoza.
Il verbo "naturare", un neologismo latino, vuole rendere l'azione tipica della natura, ovvero il produrre della natura la sua stessa realtà.
L'espressione è conosciuta soprattutto perché assume in contrapposizione alla natura naturata, un valore fondante nel pensiero del grande filosofo seicentesco Baruch Spinoza. La natura naturante è in tale concezione l'intervento immanente, come perpetua attività generatrice, di Dio, che rende la natura perfetta accompagnandone costantemente il divenire secondo le leggi della sua propria necessità razionale.
Secondo la concezione panteistica di Spinoza, infatti, Dio è la natura e la natura è divina: questa identificazione può però essere intesa in due sensi diversi, dal punto di vista dinamico (la natura naturante, nel divenire della sua perfezione), e statico (natura naturata, ovvero la perfezione come risultato compiuto).